# 江南村 (島根県)
江南村（こうなんむら）は、島根県簸川郡にあった村。現在の出雲市湖陵町三部、湖陵町畑村、湖陵町常楽寺、湖陵町二部にあたる。

## 地理
- 河川：西ノ谷川[1]、常楽寺川[1]、瀬の谷川[2]、奥谷川[2]、姉谷川[3]
- 湖沼：神西湖[4]

## 歴史
- 1889年（明治22年）4月1日、町村制の施行により、神門郡三部村、畑村、常楽寺村、二部村が合併して村制施行し、江南村が発足[5][6]。
- 1896年（明治29年）4月1日、郡の統合により簸川郡に所属[6]。
- 1951年（昭和26年）4月1日、簸川郡西浜村と合併して湖陵村を新設し廃止された[5][6]。

## 産業
- 農業、薪炭[1]、漁業[4]。